# 煙羅里駅
煙羅里駅（ヨルラリえき）は、大韓民国京畿道驪州市にあった水驪線の駅である。

## 歴史
- 1931年12月1日 - 開業[1]。
- 日時不明 - 廃止。
- 1954年10月1日 - 再開業[2]。
- 1961年6月20日 - 旅客営業休止[3]。
- 1964年1月10日 - 旅客営業再開[4]。
- 1972年4月1日 - 廃止[5]。